# Psammogorgia variabilis
Psammogorgia variabilis är en korallart som beskrevs av Studer 1894. Psammogorgia variabilis ingår i släktet Psammogorgia och familjen Plexauridae. Inga underarter finns listade i Catalogue of Life.